# Belgische wetgevende verkiezingen 1863
Op dinsdag 9 juni 1863 werden wetgevende verkiezingen gehouden in België. 58 van de 116 volksvertegenwoordigers werden herverkozen, namelijk die in de provincies Antwerpen, Brabant, West-Vlaanderen, Namen en Luxemburg. Daarnaast werden 28 van de 58 rechtstreeks verkozen senatoren verkozen, meer bepaald in de provincies Oost-Vlaanderen, Henegouwen, Luik en Limburg.

## Uitslagen
De liberalen gingen met een aantal zetels achteruit, waarmee hun meerderheid in de Kamer in het gedrang kwam (er zouden een jaar nadien vervroegde verkiezingen komen).

### Gent
Het eeuwig strijdarrondissement Gent ging tegen de trend in; de drie liberale kandidaten versloegen de zittende katholieke senatoren. Een van de katholieke kandidaten was volksvertegenwoordiger Hippolyte Van de Woestyne, die kort voordien als volksvertegenwoordiger ontslag had genomen. Om hem te vervangen diende in het arrondissement Gent ook een verkiezing voor volksvertegenwoordiger gehouden te worden: de liberale burgemeester Charles de Kerchove de Denterghem won met 3023 stemmen tegen de katholieke kandidaat Evarist Cannaert met 2962 stemmen.

### Bastenaken
De verkiezing in het arrondissement Bastenaken (provincie Luxemburg) werd betwist en leidde tot een parlementaire onderzoekscommissie in de Kamer van volksvertegenwoordigers.

### Leuven
In Leuven kwamen 3.902 van de 4.271 ingeschreven kiezers opdagen (91,36%).
In de Senaat was er een buitengewone verkiezing ter vervanging van katholiek Edmond de la Coste, die om gezondheidsredenen ontslag neemt). Katholiek Jean-Marie de Man d'Attenrode (2066 stemmen) won van de liberaal Charles de Luesemans (1810 stemmen).
| Liberalen        | Stemmen | Katholieken            | Stemmen |
| ---------------- | ------- | ---------------------- | ------- |
| Auguste Fizenne  | 1833    | Louis Landeloos        | 2083    |
| Henri Peemans    | 1804    | Charles Delcour        | 2065    |
| Jacques Delporte | 1782    | Joseph-Adrien Beeckman | 2045    |
| Auguste Cox      | 1743    | François Schollaert    | 2106    |

## Verkozenen
- Kamer van volksvertegenwoordigers (samenstelling 1861-1864)
- Samenstelling Belgische Senaat 1863-1867